# Ivkî, Stara Sîneava
Ivkî (în ucraineană Івки) este localitatea de reședință a comunei Ivkî din raionul Stara Sîneava, regiunea Hmelnîțkîi, Ucraina.

## Demografie
Componența lingvistică a localității Ivkî
     Ucraineană (99,3%)
     Alte limbi (0,7%)
Conform recensământului din 2001, majoritatea populației localității Ivkî era vorbitoare de ucraineană (99,3%), existând în minoritate și vorbitori de alte limbi.